# Simon Hunt
Simon Hunt, född 17 november 1962 i Chester, England, är en engelsk fotbollsspelare (mittfältare) som var aktiv mellan 1981 och 1993.
Han inledde sin karriär i Wrexham AFC, där han var nyckelspelare redan vid 18-års ålder och spelade totalt 108 matcher under tre år. Efter svårigheter med tränaren bestämde Hunt sig att flytta till Sverige och IF Elfsborg. Han spelade senare i IK Brage, Gais, IFK Grängesberg och Säters IF. Han har sen dess haft en väldigt framgångsrik karriär som tränare och talangscout i både Sverige och Storbritannien. Han är ihågkommen som nickexpert, trots sin storlek.

## Som spelare
Under tiden i IF Elfsborg hann Hunt med att åka ur Allsvenskan, komma tillbaka upp, för att sedan spela i europeiska sammanhang. Vid 24-års ålder köptes han av IK Brage. Han var bästa utländska spelare och spelade i Uefacupen mot Inter, där Brage åkte ur efter 4-2 över två matcher. 1990 flyttade Hunt till Gais, där skador hindrade honom att spela på lika hög nivå som tidigare. Efter 18 månader i Gais flyttade Hunt till IFK Grängesberg som spelande tränare. Han tog dem från division 4 till division 3, för att sedan flytta vidare till Säters IF och fylla samma roll där. Efter två år och vid 33 års ålder bestämde sig Simon Hunt att sluta spelande karriären efter en återkommande skada, och blev sen tränare för IK Brage (med gamla Champions League-spelare som Dusko Radinovic ny-påskrivna).

## Som tränare/scout
Efter två svåra år i Superettan tog Hunt jobbet som tränare i Kalmar FF, där han fick det svårt att komma igång, dels på grund av många skadade spelare och även dålig support från klubben och lokalpressen. Han avgick efter ett år. Kort därefter fick han jobb som europeisk talangscout för engelska Ipswich Town, som han 2008 återvände till. Det var här han började sitt samarbete med manager George Burley och målvaktstränare Malcolm Webster. Efter en sensationell första säsong i Premier League (5:e plats med kvalificering till UEFA-cupen) åkte Ipswich ur säsongen efter. George Burley fick sparken efter att ha misslyckats att komma tillbaka till högsta serien. Burley tog med sig Hunt och Webster till Derby County, där de transformerade ett bottenlag till ett Premier League-värdigt lag. Hunt upptäckte många bra spelare under den här perioden, som Iñigo Idiákez, Grzegorz Rasiak och Tommy W. Smith. Dock blev samarbetet mellan Burley och fotbollsdirektören skakigt, och trion flyttade till Heart of Midlothian FC i Skottland, där Hunt återigen hittade spelare som Rudi Skacel, Julien Brellier och EM-vinnaren Takis Fyssas. Efter tolv matcher var Hearts obesegrade och låg etta i serien. 

## Klubbar
Som spelare
- Wrexham AFC
- IF Elfsborg
- IK Brage
- Gais

Som spelare/tränare
- IFK Grängesberg
- Säters IF

Som tränare
- IK Brage
- Kalmar FF

Som talangscout/coach
- Ipswich Town FC
- Derby County FC
- Heart Of Midlothian FC
- Southampton FC